# Exército de Resistência Popular
O Exército de Resistência Popular (em inglês:  Popular Resistance Army), também conhecido como Movimento para a Luta pelos Direitos Políticos, foi um grupo rebelde de Uganda organizado por volta do final de 1980 e início de 1981 por Yoweri Museveni para lutar contra o regime de Milton Obote. Foi um dos antecessores do Exército de Resistência Nacional.

## História
Museveni contestou os resultados das eleições gerais ugandenses de 1980, alegando que Obote só havia vencido por meio de fraude. Acreditando que poderia derrubar o governo de Obote somente travando uma guerra de guerrilha e temendo que elementos pró-Obote estivessem planejando seu assassinato, Museveni começou a mobilizar sua rede de apoiadores em Kampala e no resto do país a partir de dezembro de 1980. Em segredo, organizou o Exército de Resistência Popular com seus guarda-costas e um pequeno número de veteranos que serviram na dissolvida Frente para a Salvação Nacional, grupo rebelde anterior de Museveni e exército privado.
Como seu grupo não possuía apoiadores estrangeiros, o Exército de Resistência Popular e um grupo rebelde aliado, a Frente de Libertação Nacional de Uganda – Antiditadura, optaram por arriscar um ataque a uma base militar para capturar armas para iniciar sua insurgência. Este plano resultou na Batalha de Kabamba; embora o Exército de Resistência Popular não tenha conseguido capturar uma quantidade significativa de armas, também não sofreu quase nenhuma perda durante a batalha. Depois, iniciou uma insurgência de baixo nível, alcançando algumas pequenas vitórias, mas também sofrendo vários contratempos, como a Batalha de Kiboga.
Em junho de 1981, uma nova coalizão rebelde foi organizada, com o Exército de Resistência Popular e os Combatentes da Liberdade de Uganda de Yusuf Lule concordando em se unir como Movimento de Resistência Nacional. Museveni foi nomeado vice-presidente do Conselho Nacional de Resistência, órgão político do grupo, e presidente do Alto Comando do Exército de Resistência Nacional, órgão armado do Movimento.

### Obras citadas
- Cooper, Tom; Fontanellaz, Adrien (2015). Wars and Insurgencies of Uganda 1971–1994. Solihull: Helion & Company Limited. ISBN 978-1-910294-55-0
- Kainerugaba, Muhoozi (2010). Battles of the Ugandan Resistance: A Tradition of Maneuver. Kampala: Fountain Publishers. ISBN 978-9970-25-032-5
- Kasozi, A. (1994). Social Origins of Violence in Uganda, 1964–1985. Montreal: McGill-Queen's Press. ISBN 978-0-7735-6487-9
- Seftel, Adam, ed. (2010) [1st pub. 1994]. Uganda: The Bloodstained Pearl of Africa and Its Struggle for Peace. From the Pages of Drum. Kampala: Fountain Publishers. ISBN 978-9970-02-036-2

- Este artigo foi inicialmente traduzido, total ou parcialmente, do artigo da Wikipédia em inglês cujo título é «Popular Resistance Army».